# Model decyzyjny
Model decyzyjny to pojęcie z zakresu teorii decyzji, oznaczające  teoretyczne odwzorowanie wycinka rzeczywistości, które w sposób syntetyczny opisuje problem decyzyjny. Model taki powinien umożliwiać określenie zbioru decyzji dopuszczalnych i zbioru decyzji optymalnych, jeśli tylko takie zbiory istnieją.
W większości przypadków modele budowane na potrzeby problemu decyzyjnego to modele matematyczne, jednak ze względu na interdyscyplinarny charakter teorii decyzji zdarza się, że są to modele statystyczne, ekonomiczne, informatyczne (systemy informatyczne), a nawet psychologiczne, czy filozoficzne.
Przed zbudowaniem modelu należy sformułować problem decyzyjny. Warunki określone przy formułowaniu problemu stają się jednocześnie założeniami modelu decyzyjnego.